# メリーメロディーズ・スターリング・バッグス・バニー・フレンズ
ルーニー・テューンズ（Merrie Melodies Starring Bugs Bunny & Friends）とは1990年9月17日から1994年9月9日まで放送されたテレビ番組。

## アメリカにおけるフォーマット
このテレビ番組は、メリー・メロディーズだけでなく、ルーニー・テューンズの短編作品も放送している。
これら2つの短編作品においては製作表記の場面がカットされ、各話のタイトルロゴから始まる。
最初のオープニングではダフィーのやり方が異なる、5つのパターンがあり、月曜から金曜までの各曜日に1つずつ行われていた。
後期のオープニングではバッグスが寝坊して猛ダッシュでルーニー・テューンズの複数キャラクターを通り抜いてワーナー・ブラザース・スタジオのサウンド・ステージに到着するという構成になっている。
しかしこれも2パターンあり、FOX版『メリーメロディーズ』では到着後に疲れるが、That's All Forks!（これでおしまい）版ではタキシードに着替えている、それとBGMも異なる。
番組は30分まで放送され、3本のクラシック短編が組まれ、そのうちの1つが主演のバッグス・バニーで、2番と3番の間に「HIP CLIP（ヒップ・クリップ）」という非常に短いものが放送された。
当初は番組販売で行われたが、1992年9月以降はFOXキッズに移行された。キッズWBでは『That's Warner Bros.!』のタイトルで1995年から1996年まで放送。

## 日本におけるフォーマット
日本ではテレビ東京で『ワーナーアニメランド ルーニーテューンズ』として1996年7月3日から12月18日まで放送され、『アニマニアックス』と週替わりで放送された。『ルーニー・テューンズ'96』とも言う。
7月から9月までは『バッグス・バニーのぶっちぎりステージ』の内容を7話分（26本）まで再放送しており、10月から12月までは現行吹き替え版で6話分（18本）放送された。44本のうち13本（現行吹き替え版）が、カートゥーン ネットワークの『バッグス・バニー ショー』の中で再放送され、残りの4本と旧吹き替え版の9本（前期7話分全て）は新吹き替えで放送された。
7月期では本番組のオープニング映像を利用しており、10月期では『ルーニー・テューンズ』と『アニマニアックス』をコラージュしたものが使われた。

## 吹き替え声優
太字はカートゥーン ネットワーク版での声優。
| キャラクター             | 前期 （7月～9月） 1話～7話                                                                     | 後期 （10月～12月） 8話～13話 |
| ------------------------ | ---------------------------------------------------------------------------------------------- | --- |
| バッグス・バニー         | 富山敬                                                                                         | 山口勝平 |
| ダフィー・ダック         | 江原正士                                                                                       | 高木渉 |
| エルマー・ファッド       | 増岡弘                                                                                         | 長島雄一（現：チョー） |
| シルベスター・キャット   | 江原正士                                                                                       | 同じ |
| グラニー                 | 京田尚子                                                                                       | 同じ |
| トゥイーティー           | 土井美加                                                                                       | こおろぎさとみ |
| ポーキー・ピッグ         | 増岡弘                                                                                         | 未放送（龍田直樹） |
| ヨセミテ・サム           | 永井一郎                                                                                       | 郷里大輔 |
| フォグホーン・レグホーン | 玄田哲章                                                                                       | 同じ |
| マービン・ザ・マーシャン | 島田敏                                                                                         | 中田和宏 |
| スピーディー・ゴンザレス | 滝沢ロコ                                                                                       | 未放送（三ツ矢雄二） |
| ナレーション             | なし                                                                                           | 梅津秀行 |
| その他                   | 藤本淳 大谷育江 真殿光昭 佐藤ユリ 相沢正輝 石森達幸 島香裕 竹口安芸子 荒川太郎 叶木翔子 小形満 | さとうあい 松尾銀三 幹本雄之 小桜エツ子 瀧本富士子 鈴木佳子 永迫舞 亀井三郎 浅野まゆみ 小野英昭 奥島和美 中博史 笹岡繁蔵 稲葉実 秋元羊介 小室正幸 上田敏也 田原アルノ 種田文子 広瀬正志 水内清光 田野めぐみ 渡辺美佐 藤原啓治 大塚明夫 中庸助 古田信幸 |

- アニマニアックスの1話でポーキーが登場した際、増岡でも龍田でもなく別の声優を当てた。誰が担当されていたかは定かではない。
- 前期・後期の脇役などは、上記のキャストによる兼役か、別の声優が担当している。

## テレビ東京版放送リスト
各話の邦題タイトルは特殊なテロップに表示される。
ただし4話目は穴埋めのためタイトルは表示されないため、『ぶっちぎりステージ』放映時の邦題（前期のみ）およびカートゥーン ネットワーク放送時の邦題（後期のみ）を表記している。
『ぶっぎりステージ』の内容は1話から7話まで再放送され、8話以降は声優が一新され（前述）、日本語版独自の演出はなくなった。
| 話数     | サブタイトル                                                                                        | 原題                                                                           | 日本 放送日   | 備考 |
| -------- | --------------------------------------------------------------------------------------------------- | ------------------------------------------------------------------------------ | ------------- | ---- |
| 1（1）   | 煮ても焼いても とめないで！ミュージック サーカスは大パニック どん底コヨーテ                         | French Rarebit Go Go Amigo Tweety's Circus Boulder Wham!                       | 1996年 7月3日 |      |
| 2（3）   | バニーの魔女退治 なんでこーなるの!? ドジでケッコーコケッコー じしんそう失コヨーテ                   | Bewitched Bunny Rabbit Fire Each Dawn I Crow Hopalong Casualty                 | 7月17日       |      |
| 3（5）   | 恐怖のお化けやしき 留守にはご用心 がんばり屋ヘンリー 高速ロードランナー                             | Transylvania 6-5000 Tweet and Sour Henhouse Henery Highway Runnery             | 7月31日       |      |
| 4（7）   | めざせ！石油王 ある日のエルマー ボートで楽しく どんづまりゃコヨーテ                                 | Oily Hare Ant Pasted Tugboat Granny Lickety Splat                              | 8月14日       |      |
| 5（9）   | ラビットソン・クルーソー漂流記 ねらわれた100万ドル 羽毛にうもれたコヨーテ                           | Rabbitson Crusoe Heir-Conditioned Guided Muscle                                | 8月28日       |      |
| 6（11）  | バニーのアメリカ物語 あの手この手作戦 チキンチキンサンバ 出るコヨーテは打たれる                     | Yankee Doodle Bugs Tom Tom Tomcat Chicken Jitters Hook, Line and Stinker       | 9月11日       |      |
| 7（13）  | バッグス・バニー in ロビンフッド 楽しいな？！水族館 真昼のコヨーテ                                  | Rabbit Hood Fish and Slips Chaser on the Rocks                                 | 9月25日       |      |
| 8（15）  | バックス オーストラリアへ行く ネズミのとり方教えます 森は楽しいトゥイティー                         | Bushy Hare Kiddin' The Kitten Tweet Tweet Tweety                               | 10月9日       |      |
| 9（17）  | バッグスと豆の木 眠りの国のラルフ 弾丸ロードランナー                                                | Beanstalk Bunny From A to Z-Z-Z-Z Fastest with the Mostest                     | 10月23日      |      |
| 10（19） | バッグスと海賊サム 空飛ぶ猫 フォグホーンのイタチごっこ 羽毛にうもれたコヨーテ                       | Captain Hareblower Go Fly a Kit Weasel While You Work Guided Muscle            | 11月6日       |      |
| 11（21） | これも人生？ ワンちゃん物語 ジキルとハイドとバッグス 羽毛にうもれたコヨーテ                         | This Is a Life? Dog Tales Hyde and Hare Guided Muscle                          | 11月20日      |      |
| 12（23） | とんでいったバッグス ジャイアント・ベビー フォグホーン・レグホーンの”卵をうばえ” 弾丸ロードランナー | Spaced Out Bunny Goo Goo Goliath The EGGcited Rooster Fastest with the Mostest | 12月4日       |      |
| 13（25） | キツネ狩りを笑え バッグスとタズの料理対決 バッグスのオザーク山の一日 弾丸ロードランナー             | Foxy by Proxy Bill of Hare Backwoods Bunny Fastest with the Mostest            | 12月18日      |      |

## 主題歌
7月期オープニング 『どったのセンセー？』
終盤でMerrie Melodiesという看板がついた輪っかの中にバッグスたちが集まるオープニング。最後のパターンには幾つかあり、ダフィーがドジを起こすシーンが幾つかある中で、ポーキーが出てくるバージョンもある。
10月期オープニング『曲名不明』
アニマニアックスとのコラボレーション映像。
日本版エンディング「STAR WORLD」
作詞：牧奈一慶
作曲：あば、横山貴生
編曲：横山貴生
歌手：VBB（柿沢美貴）
1996年9月21日に日本コロムビアにて発売されたが、現在は廃盤となっている。

## スタッフ
| オリジナル版スタッフ | オリジナル版スタッフ                                                        |
| -------------------- | --------------------------------------------------------------------------- |
| 監督                 | テックス・アヴェリー                                                        |
| 監督                 | ボブ・クランペット                                                          |
| 監督                 | アーサー・デイビス                                                          |
| 監督                 | フリッツ・フレラング                                                        |
| 監督                 | ケン・ハリス                                                                |
| 監督                 | チャック・ジョーンズ                                                        |
| 監督                 | ルーディー・ラリワ                                                          |
| 監督                 | ノーム・マッケイブ                                                          |
| 監督                 | ロバート・マッキンソン                                                      |
| 監督                 | フィル・モンロー                                                            |
| 監督                 | フランク・タシュリン                                                        |
| 監督                 | リチャード・トンプソン                                                      |
| 作曲                 | ミルト・フランクリン                                                        |
| 作曲                 | ウィリアム・ラヴァ                                                          |
| 作曲                 | ユージーン・ポダニー                                                        |
| 作曲                 | ジョン・シーリー                                                            |
| 作曲                 | カール・スターリング                                                        |
| 日本語版スタッフ     |                                                                             |
| 翻訳                 | 岩本令（1話 - 7話） 上妻冬子（1話 - 3話、5話 - 7話） 佐藤恵子（8話 - 13話） |
| 脚色                 | 滝沢ふじお（1話 - 7話） 清水専吉（1話 - 3話、5話 - 7話） なし（8話 - 13話） |
| プロデューサー       | 持丸輝次 佐藤美穂（1話のみ）                                                |
| 構成・演出           | 稲田宰                                                                      |
| 演出                 | なし（1話 - 7話） 木村絵理子（8話 - 13話）                                  |
| 音楽指導             | 不在（1話 - 7話） 一の宮はじめ（8話 - 13話）                                |
| 録音制作             | 旭通信社（1話 - 7話） 東北新社（1話 - 13話）                                |
| 日本語版製作         | テレビ東京（8話 - 13話）                                                    |
| 配給                 | ワーナー・ブラザース テレビジョン                                           |